# Ciferização
Temos uma grande carência de referências sobre a matemática desenvolvida na Antiguidade. No caso do Egito temos mais informações. Contudo, há um limite de informações matemática que pode se retirar de calendários e pedras tumulares. Por volta de 1858 foi comprado numa cidade à beira do Rio Nilo um papiro com 0,30m de altura e 5m de comprimento que pode ser chamado de Papiro de Rhind, nome esse dado porque seu comprador foi o antiquário escocês chamado Henry Rhind ou Papiro de Ahmes, em honra ao escriba que o copiou por volta de 1650 a.C.
As informações encontradas no Papiro de Rhind não são escritas na forma hieroglífica, o qual trata a matemática apenas nos aspectos de contagem e medição, e sim numa forma denominada hierática, que é melhor adaptada ao uso de tinta e pena sobre folha de papiro. O sistema de numeração descrito no Papiro de Rhind continua decimal mas introduz sinais especias para representar dígitos e múltiplos de potências de dez. Assim, esse processo denominado de ciferização surge com a introdução nesse sistema egípcio, há cerca de 4.000 anos, desses sinais para a representação de números, sendo um precursor dos atuais algarismos, representando uma importante contribuição à numeração e fazendo do sistema em uso hoje o instrumento eficaz que é.